# Bruinkapstruikgors
De bruinkapstruikgors (Arremon brunneinucha) is een zangvogel uit de familie Emberizidae (gorzen).

## Verspreiding en leefgebied
Deze soort telt 9 ondersoorten:
- A. b. apertus: zuidelijk Veracruz (zuidoostelijk Mexico).
- A. b. brunneinucha: San Luis Potosí, westelijk en centraal Veracruz en noordelijk Oaxaca (oostelijk Mexico).
- A. b. alleni: El Salvador, Honduras en Nicaragua.
- A. b. suttoni: van Guerrero tot centraal Oaxaca (zuidelijk Mexico).
- A. b. macrourus: Chiapas (zuidelijk Mexico) en zuidwestelijk Guatemala.
- A. b. elsae: van Costa Rica tot centraal Panama.
- A. b. frontalis: oostelijk Panama, Colombia, Venezuela (behalve het noordwesten), Ecuador (behalve het zuidelijk-centrale deel) en Peru.
- A. b. allinornatus: noordwestelijk Venezuela.
- A. b. inornatus: het zuidelijke deel van Centraal-Ecuador.